# EHF Champions League 2010/11
An der EHF Champions League 2010/11 nahmen 33 Handball-Vereinsmannschaften teil, die sich in der vorangegangenen Saison in ihren Heimatligen für den Wettbewerb qualifiziert hatten. Es war die 51. Austragung der EHF Champions League bzw. des Europapokals der Landesmeister. Die Pokalspiele begannen am 3. September 2010, das Finale im Final Four fand am 29. Mai 2011, zum zweiten Mal in der Kölner Lanxess Arena, statt. Titelverteidiger war der deutsche Verein THW Kiel. Das Finale zwischen BM Ciudad Real und dem FC Barcelona konnte der FC Barcelona für sich entscheiden.

## Modus
Qualifikation: Die Qualifikation wurde im Rahmen mehrerer Turniere ausgetragen. Drei Gruppen à vier Teams, wobei jedes Team in einer Gruppe einmal gegen jedes andere Team spielte. Pro Gruppe qualifizierte sich das beste Team. Die ausscheidenden neun Teams zogen in den EHF-Pokal ein.
Gruppenphase: Es gab vier Gruppen mit je sechs Mannschaften. In einer Gruppe spielt jeder gegen jeden ein Hin- und Rückspiel; die jeweils vier Gruppenbesten erreichen das Achtelfinale. Die ausscheidenden Teams zogen nicht in den EHF-Europapokal der Pokalsieger ein.
Achtelfinale: Das Achtelfinale wurde im K.-o.-System mit Hin- und Rückspiel gespielt. Der Gewinner jeder Partie zog in das Viertelfinale ein.
Viertelfinale: Das Viertelfinale wurde im K.-o.-System mit Hin- und Rückspiel gespielt. Der Gewinner jeder Partie zog in das Halbfinale ein.
Final Four: Zum zweiten Mal gab es ein Final-Four-Turnier, das Halbfinale und Finale wurde am 28. und 29. Mai 2011 in der Lanxess Arena in Köln ausgetragen.
Das Halbfinale wurde im K.-o.-System gespielt. Die Gewinner jeder Partie zog in das Finale ein. Der Verlierer jeder Partie zog in das Spiel um den dritten Platz ein. Es wurde pro Halbfinale nur ein Spiel ausgetragen. Auch das Finale und das Spiel um Platz drei wurde im einfachen Modus ausgespielt.

## Qualifikation
Die Auslosung der Qualifikation fand am 22. Juni 2010 um 11:00 Uhr (UTC+2) in Wien statt.
Es nahmen zwölf Teams, die sich vorher für den Wettbewerb qualifiziert hatten, teil.

### Qualifizierte Teams
| Topf 1: - RK Metalurg Skopje (1. Mazedonische Liga) - Tatran Prešov (1. Slowakische Liga) | Topf 2: - Drammen HK (1. Norwegische Liga) - ZTR Saporischschja (1. Ukrainische Liga) |

| Topf 3: - A1 Bregenz (1. Österreichische Liga) - HC Dinamo Minsk (1. Belarussische Liga) | Topf 4: - FC Porto/Vitalis (1. Portugiesische Liga) - Beşiktaş JK (1. Türkische Liga) |

### Gruppen
| Gruppe 1 HT Tatran Prešov (1. Slowakische Liga) Drammen HK (1. Norwegische Liga) A1 Bregenz (1. Österreichische Liga) Beşiktaş JK (1. Türkische Liga) | Gruppe 2 RK Metalurg Skopje (1. Mazedonische Liga) ZTR Saporischschja (1. Ukrainische Liga) HC Dinamo Minsk (1. Belarussische Liga) FC Porto/Vitalis (1. Portugiesische Liga) | Gruppe W Ademar León (4. Spanische Liga) Rhein-Neckar Löwen (4. Deutsche Liga) Bjerringbro-Silkeborg (3. Dänische Liga) RK Velenje (2. Slowenische Liga) |

### Entscheidungen
|  | Teilnahme an der Gruppenphase    |
|  | Teilnahme am EHF-Pokal 2. Runde. |
|  | Teilnahme am EHF-Pokal 3. Runde. |

### Gruppe 1
Das Turnier der Gruppe 1 fand vom 3. September bis zum 5. September in der Sporthalle Rieden-Vorkloster in Bregenz statt.
Der Tabellenerste qualifizierte sich für die Gruppe B in der Gruppenphase. Die anderen drei nahmen an der 2. Runde im EHF-Pokal teil.
| Pl. | Mannschaft    | Sp. | S | U | N | T  | GT | Diff | Pkt   |
| --- | ------------- | --- | - | - | - | -- | -- | ---- | ----- |
| 1.  | Tatran Prešov | 3   | 2 | 1 | 0 | 92 | 87 | + 5  | 5 : 1 |
| 2.  | A1 Bregenz    | 3   | 2 | 0 | 1 | 90 | 85 | + 5  | 4 : 2 |
| 3.  | Beşiktaş JK   | 3   | 1 | 0 | 2 | 85 | 91 | − 6  | 2 : 4 |
| 4.  | Drammen HK    | 3   | 0 | 1 | 2 | 94 | 98 | − 4  | 1 : 5 |

| 3. September 2010, Fr. 18:00 Uhr in Bregenz, Sporthalle Rieden-Vorkloster | 300 Zuschauer Spielbericht   | Drammen HK Hykkerud 7     | 29 : 30 (13 : 14) | Beşiktaş JK 8 Ladyko     |
| 3. September 2010, Fr. 20:00 Uhr in Bregenz, Sporthalle Rieden-Vorkloster | 1.200 Zuschauer Spielbericht | Tatran Prešov Radcenko 6  | 27 : 25 (12 : 14) | A1 Bregenz 6 Wagesreiter |
| 4. September 2010, Sa. 18:00 Uhr in Bregenz, Sporthalle Rieden-Vorkloster | 400 Zuschauer Spielbericht   | Beşiktaş JK Döne 7        | 27 : 30 (12 : 14) | Tatran Prešov 8 Antl     |
| 4. September 2010, Sa. 20:00 Uhr in Bregenz, Sporthalle Rieden-Vorkloster | 1.300 Zuschauer Spielbericht | A1 Bregenz Banic 11       | 33 : 30 (17 : 16) | Drammen HK 7 Spanne      |
| 5. September 2010, So. 14:00 Uhr in Bregenz, Sporthalle Rieden-Vorkloster | 250 Zuschauer Spielbericht   | Tatran Prešov Krok 9      | 35 : 35 (14 : 17) | Drammen HK 6 Hykkerud    |
| 5. September 2010, So. 16:00 Uhr in Bregenz, Sporthalle Rieden-Vorkloster | 1.100 Zuschauer Spielbericht | A1 Bregenz Wagesreiter 10 | 32 : 28 (16 : 13) | Beşiktaş JK 5 Arifoglu   |

### Gruppe 2
Das Turnier der Gruppe 2 fand vom 3. September bis zum 5. September in der Dragão Caixa in Porto statt.
Der Tabellenerste qualifizierte sich für die Gruppe C in der Gruppenphase. Die anderen drei nahmen an der 2. Runde im EHF-Pokal teil.
| Pl. | Mannschaft         | Sp. | S | U | N | T  | GT | Diff | Pkt   |
| --- | ------------------ | --- | - | - | - | -- | -- | ---- | ----- |
| 1.  | HC Dinamo Minsk    | 3   | 2 | 1 | 0 | 79 | 72 | + 7  | 5 : 1 |
| 2.  | FC Porto/Vitalis   | 3   | 1 | 2 | 0 | 74 | 67 | + 7  | 4 : 2 |
| 3.  | ZTR Saporischschja | 3   | 1 | 0 | 2 | 73 | 79 | − 6  | 2 : 4 |
| 4.  | RK Metalurg Skopje | 3   | 0 | 1 | 2 | 68 | 76 | − 8  | 1 : 5 |

| 3. September 2010, Fr. 18:30 Uhr in Porto, Dragão Caixa | 674 Zuschauer Spielbericht   | ZTR Saporischschja Hantschew 5 | 20 : 27 (09 : 14) | FC Porto/Vitalis 6 Davyes      |
| 3. September 2010, Fr. 20:30 Uhr in Porto, Dragão Caixa | 214 Zuschauer Spielbericht   | RK Metalurg Skopje Mojsovski 4 | 21 : 27 (10 : 12) | HC Dinamo Minsk 6 Onufrijenko  |
| 4. September 2010, Sa. 15:00 Uhr in Porto, Dragão Caixa | 1.200 Zuschauer Spielbericht | FC Porto/Vitalis Moreira 7     | 24 : 24 (14 : 10) | RK Metalurg Skopje 6 Alusevski |
| 4. September 2010, Sa. 17:00 Uhr in Porto, Dragão Caixa | 280 Zuschauer Spielbericht   | HC Dinamo Minsk Kazhaneuski 9  | 29 : 28 (15 : 17) | ZTR Saporischschja 9 Stezjura  |
| 5. September 2010, So. 15:00 Uhr in Porto, Dragão Caixa | 500 Zuschauer Spielbericht   | RK Metalurg Skopje Levov 4     | 23 : 25 (12 : 15) | ZTR Saporischschja 9 Stezjura  |
| 5. September 2010, So. 17:00 Uhr in Porto, Dragão Caixa | 2.000 Zuschauer Spielbericht | HC Dinamo Minsk Kazhaneuski 6  | 23 : 23 (13 : 10) | FC Porto/Vitalis 7 Mota        |

### Gruppe W
Das Turnier der Gruppe W fand vom 3. September bis zum 5. September in der Europahalle in Karlsruhe statt.
Der Tabellenerste qualifizierte sich für die Gruppe A in der Gruppenphase. Die anderen drei nahmen an der 3. Runde im EHF-Pokal teil.
| Pl. | Mannschaft                | Sp. | S | U | N | T  | GT | Diff | Pkt   |
| --- | ------------------------- | --- | - | - | - | -- | -- | ---- | ----- |
| 1.  | Rhein-Neckar Löwen        | 3   | 3 | 0 | 0 | 97 | 80 | + 17 | 6 : 0 |
| 2.  | BSV Bjerringbro Silkeborg | 3   | 2 | 0 | 1 | 84 | 85 | − 01 | 4 : 2 |
| 3.  | Ademar León               | 3   | 1 | 0 | 2 | 79 | 81 | − 02 | 2 : 4 |
| 4.  | RK Velenje                | 3   | 0 | 0 | 3 | 77 | 91 | − 14 | 0 : 6 |

| 3. September 2010, Fr. 18:00 Uhr in Karlsruhe, Europahalle | 500 Zuschauer Spielbericht   | Ademar León Čutura 6                 | 26 : 27 (16 : 15) | BSV Bjerringbro Silkeborg 6 Lauge |
| 3. September 2010, Fr. 20:15 Uhr in Karlsruhe, Europahalle | 2.000 Zuschauer Spielbericht | Rhein-Neckar Löwen Gensheimer 11     | 33 : 28 (20 : 13) | RK Velenje 8 Gams                 |
| 4. September 2010, Sa. 17:00 Uhr in Karlsruhe, Europahalle | 800 Zuschauer Spielbericht   | RK Velenje Cehte 6                   | 21 : 27 (12 : 15) | Ademar León 5 Buntić              |
| 4. September 2010, Sa. 19:30 Uhr in Karlsruhe, Europahalle | 2.246 Zuschauer Spielbericht | BSV Bjerringbro Silkeborg Back 5     | 26 : 31 (13 : 17) | Rhein-Neckar Löwen 8 Čupić        |
| 5. September 2010, So. 15:00 Uhr in Karlsruhe, Europahalle | 900 Zuschauer Spielbericht   | BSV Bjerringbro Silkeborg Petersen 9 | 31 : 28 (18 : 16) | RK Velenje 6 Manojlović           |
| 5. September 2010, So. 17:45 Uhr in Karlsruhe, Europahalle | 2.500 Zuschauer Spielbericht | Ademar León Garcia Vega 4            | 26 : 33 (09 : 15) | Rhein-Neckar Löwen 6 Gensheimer   |

## Gruppenphase
Die Auslosung der Gruppenphase fand am 22. Juni 2010 um 11:00 Uhr (UTC+2) in Wien statt.
Es nahmen die 3 Sieger der Qualifikation und die 21 Mannschaften, die sich vorher für den Wettbewerb qualifiziert hatten, teil.

### Qualifizierte Teams
| Topf 1: - BM Ciudad Real (1. Spanische Liga) - THW Kiel (1. Deutsche Liga) - Medwedi Tschechow (1. Russische Liga) - KC Veszprém (1. Ungarische Liga) | Topf 2: - Montpellier HB (1. Französische Liga) - RK Zagreb (1. Kroatische Liga) - AaB Håndbold (1. Dänische Liga) - RK Celje (1. Slowenische Liga) |

| Topf 3: - FC Barcelona (2. Spanische Liga) - HSV Hamburg (2. Deutsche Liga) - St. Petersburg HC (2. Russische Liga) - SC Szeged (2. Ungarische Liga) | Topf 4: - Chambéry Savoie HB (2. Französische Liga) - KIF Kolding (2. Dänische Liga) - BM Valladolid (3. Spanische Liga) - SG Flensburg-Handewitt (3. Deutsche Liga) |

| Topf 5: - Rhein-Neckar Löwen (Qualifikant W) - HC Bosna Sarajevo (1. Bosnische Liga) - IK Sävehof (1. Schwedische Liga) - Kadetten Schaffhausen (1. Schweizer Liga) | Topf 6: - HCM Constanța (1. Rumänische Liga) - KS Vive Kielce (1. Polnische Liga) - Tatran Prešov (Qualifikant 1) - HC Dinamo Minsk (Qualifikant 2) |

### Gruppen
| Gruppe A THW Kiel RK Celje FC Barcelona Chambéry Savoie HB Rhein-Neckar Löwen KS Vive Kielce | Gruppe B KC Veszprém Montpellier HB HSV Hamburg KIF Kolding IK Sävehof HT Tatran Prešov | Gruppe C Medwedi Tschechow AaB Håndbold SC Szeged BM Valladolid Kadetten Schaffhausen HC Dinamo Minsk | Gruppe D BM Ciudad Real RK Zagreb St. Petersburg HC SG Flensburg-Handewitt HC Bosna Sarajevo HCM Constanța |

### Entscheidungen
|  | Teilnahme am Achtelfinale |

### Gruppe A
| Pl. | Mannschaft         | Sp. | S | U | N | T   | GT  | Diff | Pkt     |
| --- | ------------------ | --- | - | - | - | --- | --- | ---- | ------- |
| 1.  | THW Kiel           | 10  | 7 | 2 | 1 | 326 | 277 | + 49 | 16 : 04 |
| 2.  | Rhein-Neckar Löwen | 10  | 5 | 3 | 2 | 307 | 292 | + 15 | 13 : 07 |
| 3.  | FC Barcelona       | 10  | 5 | 3 | 2 | 327 | 290 | + 37 | 13 : 07 |
| 4.  | Chambéry Savoie HB | 10  | 4 | 0 | 6 | 262 | 307 | − 45 | 08 : 12 |
| 5.  | RK Celje           | 10  | 3 | 0 | 7 | 300 | 332 | − 32 | 06 : 14 |
| 6.  | KS Vive Kielce     | 10  | 1 | 2 | 7 | 276 | 300 | − 24 | 04 : 16 |

| 25. September 2010, Sa. 15:00 Uhr in Kiel, Sparkassen-Arena      | 10.250 Zuschauer Spielbericht | THW Kiel Jicha 7                 | 35 : 23 (21 : 10) | Chambéry Savoie HB 7 Detrez      |
| 25. September 2010, Sa. 16:20 Uhr in Barcelona, Palau Blaugrana  | 1.536 Zuschauer Spielbericht  | FC Barcelona Nagy 7              | 30 : 31 (13 : 14) | Rhein-Neckar Löwen 10 Čupić      |
| 26. September 2010, So. 14:45 Uhr in Kielce, Hala Legionów       | 4.000 Zuschauer Spielbericht  | KS Vive Kielce Stojković 9       | 30 : 36 (11 : 18) | RK Celje 11 Rnić                 |
| 2. Oktober 2010, Sa. 20:15 Uhr in Celje, Zlatorog Arena          | 5.200 Zuschauer Spielbericht  | RK Celje Gajič 8                 | 28 : 32 (12 : 14) | Rhein-Neckar Löwen 12 Gensheimer |
| 3. Oktober 2010, So. 15:00 Uhr in Chambéry, Le Phare             | 3.000 Zuschauer Spielbericht  | Chambéry Savoie HB Busselier 7   | 27 : 26 (16 : 12) | KS Vive Kielce 5 Rosiński        |
| 3. Oktober 2010, So. 16:30 Uhr in Kiel, Sparkassen-Arena         | 10.200 Zuschauer Spielbericht | THW Kiel Ahlm 6                  | 28 : 28 (14 : 10) | FC Barcelona 6 Rocas             |
| 9. Oktober 2010, Sa. 16:15 Uhr in Barcelona, Palau Blaugrana     | 3.500 Zuschauer Spielbericht  | FC Barcelona Rutenka 10          | 44 : 33 (22 : 15) | RK Celje 7 Gajič                 |
| 10. Oktober 2010, So. 17:00 Uhr in Kiel, Sparkassen-Arena        | 10.250 Zuschauer Spielbericht | THW Kiel Ahlm 6                  | 33 : 29 (16 : 13) | KS Vive Kielce 13 Stojković      |
| 10. Oktober 2010, So. 18:45 Uhr in Eppelheim, Rhein-Neckar-Halle | 2.000 Zuschauer Spielbericht  | Rhein-Neckar Löwen Gensheimer 6  | 37 : 22 (19 : 11) | Chambéry Savoie HB 4 Detrez      |
| 17. Oktober 2010, So. 15:00 Uhr in Kielce, Hala Legionów         | 4.000 Zuschauer Spielbericht  | KS Vive Kielce Stojković 5       | 23 : 23 (12 : 12) | Rhein-Neckar Löwen 7 Gensheimer  |
| 17. Oktober 2010, So. 15:45 Uhr in Chambéry, Le Phare            | 3.500 Zuschauer Spielbericht  | Chambéry Savoie HB Bašić 9       | 27 : 26 (14 : 12) | FC Barcelona 4 Rocas             |
| 17. Oktober 2010, So. 18:30 Uhr in Celje, Zlatorog Arena         | 3.900 Zuschauer Spielbericht  | RK Celje Rnić 5                  | 28 : 34 (10 : 18) | THW Kiel 7 Pálmarsson            |
| 20. November 2010, Sa. 15:00 Uhr in Kielce, Hala Legionów        | 4.000 Zuschauer Spielbericht  | KS Vive Kielce Zaremba 6         | 26 : 33 (11 : 18) | FC Barcelona 11 Romero Fernández |
| 21. November 2010, So. 17:00 Uhr in Chambéry, Le Phare           | 4.000 Zuschauer Spielbericht  | Chambéry Savoie HB Bašić 10      | 30 : 24 (13 : 11) | RK Celje 5 Poklar                |
| 21. November 2010, So. 17:15 Uhr in Kiel, Sparkassen-Arena       | 10.250 Zuschauer Spielbericht | THW Kiel Jícha 9                 | 30 : 27 (17 : 09) | Rhein-Neckar Löwen 7 Gensheimer  |
| 26. November 2010, Fr. 19:15 Uhr in Mannheim, SAP Arena          | 12.400 Zuschauer Spielbericht | Rhein-Neckar Löwen Bielecki 7    | 30 : 30 (18 : 14) | THW Kiel 9 Jícha                 |
| 27. November 2010, Sa. 16:15 Uhr in Barcelona, Palau Blaugrana   | 2.000 Zuschauer Spielbericht  | FC Barcelona Romero Fernández 9  | 28 : 28 (15 : 12) | KS Vive Kielce 6 Zaremba         |
| 27. November 2010, Sa. 19:15 Uhr in Celje, Zlatorog Arena        | 1.700 Zuschauer Spielbericht  | RK Celje Vugrinec 9              | 35 : 27 (17 : 13) | Chambéry Savoie HB 5 Paty        |
| 4. Dezember 2010, Sa. 15:30 Uhr in Mannheim, SAP Arena           | 5.800 Zuschauer Spielbericht  | Rhein-Neckar Löwen Gensheimer 5  | 33 : 32 (14 : 16) | RK Celje 7 Gajič                 |
| 5. Dezember 2010, So. 15:00 Uhr in Kielce, Hala Legionów         | 4.000 Zuschauer Spielbericht  | KS Vive Kielce Džomba 6          | 31 : 25 (16 : 15) | Chambéry Savoie HB 8 Bašić       |
| 5. Dezember 2010, So. 17:15 Uhr in Barcelona, Palau Blaugrana    | 6.500 Zuschauer Spielbericht  | FC Barcelona Nagy 6              | 32 : 29 (13 : 15) | THW Kiel 7 Reichmann             |
| 19. Februar 2011, Sa. 18:00 Uhr in Chambéry, Le Phare            | 4.500 Zuschauer Spielbericht  | Chambéry Savoie HB Paty 7        | 26 : 28 (16 : 12) | THW Kiel 9 Jícha                 |
| 19. Februar 2011, Sa. 18:00 Uhr in Celje, Zlatorog Arena         | 1.700 Zuschauer Spielbericht  | RK Celje Marguč 10               | 30 : 29 (12 : 14) | KS Vive Kielce 6 Rosiński        |
| 20. Februar 2011, So. 15:30 Uhr in Mannheim, SAP Arena           | 13.200 Zuschauer Spielbericht | Rhein-Neckar Löwen Gensheimer 15 | 38 : 38 (22 : 17) | FC Barcelona 10 Romero           |
| 27. Februar 2011, So. 17:00 Uhr in Eppelheim, Rhein-Neckar-Halle | 2.500 Zuschauer Spielbericht  | Rhein-Neckar Löwen Gensheimer 7  | 29 : 27 (11 : 13) | KS Vive Kielce 6 Rosiński        |
| 27. Februar 2011, So. 17:00 Uhr in Barcelona, Palau Blaugrana    | 7.200 Zuschauer Spielbericht  | FC Barcelona Tomás 8             | 38 : 23 (20 : 07) | Chambéry Savoie HB 8 Saurina     |
| 27. Februar 2011, So. 18:45 Uhr in Kiel, Sparkassen-Arena        | 10.250 Zuschauer Spielbericht | THW Kiel Fernandez 8             | 43 : 27 (23 : 16) | RK Celje 8 Marguč                |
| 5. März 2011, Sa. 17:30 Uhr in Chambéry, Le Phare                | 4.400 Zuschauer Spielbericht  | Chambéry Savoie HB Bašić 6       | 32 : 27 (17 : 16) | Rhein-Neckar Löwen 8 Stefánsson  |
| 5. März 2011, Sa. 18:00 Uhr in Celje, Zlatorog Arena             | 3.800 Zuschauer Spielbericht  | RK Celje Marguč 10               | 27 : 30 (15 : 16) | FC Barcelona 6 Rutenka           |
| 6. März 2011, So. 18:00 Uhr in Kielce, Hala Legionów             | 4.000 Zuschauer Spielbericht  | KS Vive Kielce Džomba 6          | 27 : 36 (11 : 18) | THW Kiel 7 Ilić                  |

### Gruppe B
| Pl. | Mannschaft     | Sp. | S | U | N | T   | GT  | Diff | Pkt     |
| --- | -------------- | --- | - | - | - | --- | --- | ---- | ------- |
| 1.  | Montpellier HB | 10  | 8 | 0 | 2 | 326 | 259 | + 67 | 16 : 04 |
| 2.  | KC Veszprém    | 10  | 8 | 0 | 2 | 322 | 284 | + 38 | 16 : 04 |
| 3.  | HSV Hamburg    | 10  | 6 | 1 | 3 | 304 | 273 | + 31 | 13 : 07 |
| 4.  | KIF Kolding    | 10  | 5 | 0 | 5 | 296 | 316 | − 20 | 10 : 10 |
| 5.  | IK Sävehof     | 10  | 1 | 1 | 8 | 283 | 347 | − 64 | 03 : 17 |
| 6.  | Tatran Prešov  | 10  | 0 | 2 | 8 | 273 | 325 | − 52 | 02 : 18 |

| 26. September 2010, So. 16:15 Uhr in Göteborg, Partillebohallen                  | 2.200 Zuschauer Spielbericht | IK Sävehof Stenbäcken 11   | 30 : 38 (15 : 15) | KIF Kolding 10 Christiansen |
| 26. September 2010, So. 17:00 Uhr in Montpellier, Palais des sports René Bougnol | 9.000 Zuschauer Spielbericht | Montpellier HB Karabatić 6 | 26 : 30 (15 : 12) | HSV Hamburg 6 Duvnjak       |
| 26. September 2010, So. 17:30 Uhr in Prešov, Tatran Handball Arena Predstavenie  | 3.000 Zuschauer Spielbericht | Tatran Prešov Antl 7       | 27 : 35 (15 : 19) | KC Veszprém 9 Vujin         |
| 2. Oktober 2010, Sa. 17:25 Uhr in Veszprém, Sportzentrum                         | 5.000 Zuschauer Spielbericht | KC Veszprém Vujin 13       | 33 : 30 (15 : 13) | HSV Hamburg 6 Jansen        |
| 2. Oktober 2010, Sa. 20:30 Uhr in Montpellier, Palais des sports René Bougnol    | 8.000 Zuschauer Spielbericht | Montpellier HB Juříček 8   | 33 : 21 (16 : 09) | IK Sävehof 5 Barud          |
| 3. Oktober 2010, So. 17:15 Uhr in Prešov, Tatran Handball Arena Predstavenie     | 3.000 Zuschauer Spielbericht | Tatran Prešov Sobol 6      | 29 : 31 (13 : 17) | KIF Kolding 6 Christiansen  |
| 9. Oktober 2010, Sa. 16:15 Uhr in Kolding, Kolding Hallen                        | 2.700 Zuschauer Spielbericht | KIF Kolding Christiansen 6 | 32 : 30 (16 : 15) | HSV Hamburg 7 Lacković      |
| 9. Oktober 2010, Sa. 17:25 Uhr in Veszprém, Sportzentrum                         | 5.000 Zuschauer Spielbericht | KC Veszprém Vujin 7        | 27 : 26 (13 : 15) | Montpellier HB 9 Accambray  |
| 10. Oktober 2010, So. 16:10 Uhr in Göteborg, Partillebohallen                    | 2.400 Zuschauer Spielbericht | IK Sävehof Fridén 7        | 33 : 32 (16 : 11) | Tatran Prešov 6 Antl        |
| 14. Oktober 2010, Do. 20:00 Uhr in Hamburg, Sporthalle Hamburg                   | 2.500 Zuschauer Spielbericht | HSV Hamburg Lacković 6     | 33 : 24 (16 : 14) | IK Sävehof 5 Jakobsson      |
| 16. Oktober 2010, Sa. 16:15 Uhr in Veszprém, Sportzentrum                        | 5.019 Zuschauer Spielbericht | KC Veszprém Pérez 7        | 31 : 28 (13 : 16) | KIF Kolding 9 Christiansen  |
| 16. Oktober 2010, Sa. 18:00 Uhr in Prešov, Tatran Handball Arena Predstavenie    | 3.000 Zuschauer Spielbericht | Tatran Prešov Sobol 12     | 31 : 33 (16 : 17) | Montpellier HB 14 Accambray |
| 20. November 2010, Sa. 15:00 Uhr in Hamburg, Sporthalle Hamburg                  | 3.100 Zuschauer Spielbericht | HSV Hamburg Hens 6         | 35 : 23 (17 : 11) | Tatran Prešov 7 Krištopāns  |
| 20. November 2010, Sa. 16:15 Uhr in Kolding, Kolding Hallen                      | 2.800 Zuschauer Spielbericht | KIF Kolding Christiansen 7 | 28 : 36 (13 : 19) | Montpellier HB 8 Kavtičnik  |
| 21. November 2010, So. 15:15 Uhr in Göteborg, Partillebohallen                   | 2.100 Zuschauer Spielbericht | IK Sävehof Fritzon 7       | 31 : 41 (15 : 22) | KC Veszprém 11 Vujin        |
| 27. November 2010, Sa. 17:25 Uhr in Veszprém, Sportzentrum                       | 5.000 Zuschauer Spielbericht | KC Veszprém Vujin 11       | 38 : 34 (17 : 15) | IK Sävehof 9 Stenbäcken     |
| 28. November 2010, So. 16:00 Uhr in Prešov, Tatran Handball Arena Predstavenie   | 3.800 Zuschauer Spielbericht | Tatran Prešov Antl 8       | 26 : 26 (13 : 15) | HSV Hamburg 6 Kraus         |
| 28. November 2010, So. 17:00 Uhr in Montpellier, Palais des sports René Bougnol  | 9.000 Zuschauer Spielbericht | Montpellier HB Karabatić 8 | 40 : 25 (19 : 10) | KIF Kolding 5 Jensen        |
| 4. Dezember 2010, Sa. 16:15 Uhr in Kolding, Kolding Hallen                       | 2.100 Zuschauer Spielbericht | KIF Kolding Karlsson 6     | 28 : 27 (14 : 16) | Tatran Prešov 7 Krištopāns  |
| 4. Dezember 2010, Sa. 17:00 Uhr in Hamburg, Sporthalle Hamburg                   | 3.700 Zuschauer Spielbericht | HSV Hamburg Hens 8         | 27 : 26 (13 : 11) | KC Veszprém 7 Vujin         |
| 6. Dezember 2010, Mo. 20:10 Uhr in Göteborg, Partillebohallen                    | 1.900 Zuschauer Spielbericht | IK Sävehof Barud 4         | 21 : 34 (10 : 16) | Montpellier HB 6 Accambray  |
| 19. Februar 2011, Sa. 16:15 Uhr in Kolding, Kolding Hallen                       | 2.200 Zuschauer Spielbericht | KIF Kolding Christiansen 9 | 33 : 27 (21 : 11) | IK Sävehof 6 Fritzon        |
| 19. Februar 2011, Sa. 19:15 Uhr in Veszprém, Sportzentrum                        | 5.000 Zuschauer Spielbericht | KC Veszprém Vujin 6        | 33 : 22 (21 : 10) | Tatran Prešov 7 Antl        |
| 20. Februar 2011, So. 17:00 Uhr in Hamburg, O2 World Hamburg                     | 4.100 Zuschauer Spielbericht | HSV Hamburg Lijewski 6     | 27 : 28 (11 : 13) | Montpellier HB 10 Bojinović |
| 26. Februar 2011, Sa. 16:15 Uhr in Kolding, Kolding Hallen                       | 3.000 Zuschauer Spielbericht | KIF Kolding Christiansen 6 | 29 : 34 (11 : 16) | KC Veszprém 12 Vujin        |
| 26. Februar 2011, Sa. 16:20 Uhr in Göteborg, Partillebohallen                    | 2.000 Zuschauer Spielbericht | IK Sävehof Jakobsson 11    | 31 : 34 (18 : 18) | HSV Hamburg 10 Kraus        |
| 27. Februar 2011, So. 17:00 Uhr in Montpellier, Palais des sports René Bougnol   | 8.500 Zuschauer Spielbericht | Montpellier HB Karabatić 7 | 40 : 25 (19 : 11) | Tatran Prešov 7 Antl        |
| 6. März 2011, So. 16:00 Uhr in Prešov, Tatran Handball Arena Predstavenie        | 3.100 Zuschauer Spielbericht | Tatran Prešov Antl 12      | 31 : 31 (15 : 15) | IK Sävehof 9 Johansson      |
| 6. März 2011, So. 17:00 Uhr in Hamburg, O2 World Hamburg                         | 4.100 Zuschauer Spielbericht | HSV Hamburg Kraus 6        | 32 : 24 (18 : 12) | KIF Kolding Spellerberg     |
| 6. März 2011, So. 17:30 Uhr in Montpellier, Palais des sports René Bougnol       | 9.000 Zuschauer Spielbericht | Montpellier HB Honrubia 7  | 30 : 24 (13 : 11) | KC Veszprém 8 Sulić         |

### Gruppe C
| Pl. | Mannschaft            | Sp. | S | U | N | T   | GT  | Diff | Pkt     |
| --- | --------------------- | --- | - | - | - | --- | --- | ---- | ------- |
| 1.  | Medwedi Tschechow     | 10  | 6 | 2 | 2 | 315 | 282 | + 33 | 14 : 06 |
| 2.  | BM Valladolid         | 10  | 5 | 3 | 2 | 300 | 284 | + 16 | 13 : 07 |
| 3.  | SC Szeged             | 10  | 5 | 0 | 5 | 290 | 291 | − 01 | 10 : 10 |
| 4.  | Kadetten Schaffhausen | 10  | 4 | 1 | 5 | 304 | 315 | − 11 | 09 : 11 |
| 5.  | HC Dinamo Minsk       | 10  | 3 | 2 | 5 | 307 | 316 | − 09 | 08 : 12 |
| 6.  | AaB Håndbold          | 10  | 2 | 2 | 6 | 311 | 339 | − 28 | 06 : 14 |

| 23. September 2010, Do. 19:00 Uhr in Tschechow, Sporthall Olimpijski   | 2.800 Zuschauer Spielbericht | Medwedi Tschechow Filippow 7       | 39 : 29 (20 : 14) | AaB Håndbold 7 Lennartsson         |
| 25. September 2010, Sa. 17:25 Uhr in Szeged, Városi Sportcsarnok       | 2.000 Zuschauer Spielbericht | SC Szeged Beocanin 6               | 29 : 26 (12 : 10) | Kadetten Schaffhausen 7 Patrail    |
| 26. September 2010, So. 17:00 Uhr in Minsk, Sportpalast Minsk          | 2.200 Zuschauer Spielbericht | HC Dinamo Minsk Atman 6            | 30 : 35 (12 : 18) | BM Valladolid 7 Joli               |
| 2. Oktober 2010, Sa. 16:30 Uhr in Minsk, Sportpalast Minsk             | 2.100 Zuschauer Spielbericht | HC Dinamo Minsk Onufrijenko 9      | 33 : 29 (13 : 16) | SC Szeged 6 Šulc                   |
| 2. Oktober 2010, Sa. 18:00 Uhr in Valladolid, Polideportivo Pisuerga   | 3.500 Zuschauer Spielbericht | BM Valladolid Gurbindo 6           | 26 : 26 (15 : 13) | Medwedi Tschechow 5 Harbok         |
| 3. Oktober 2010, So. 15:50 Uhr in Aalborg, Gigantium                   | 1.600 Zuschauer Spielbericht | AaB Håndbold Kjelling 7            | 30 : 30 (15 : 14) | Kadetten Schaffhausen 9 Patrail    |
| 6. Oktober 2010, Mi. 19:30 Uhr in Schaffhausen, Schweizersbildhalle    | 1.700 Zuschauer Spielbericht | Kadetten Schaffhausen Patrail 6    | 28 : 30 (15 : 15) | BM Valladolid 6 Fernandez Roura    |
| 7. Oktober 2010, Do. 19:30 Uhr in Minsk, Sportpalast Minsk             | 2.300 Zuschauer Spielbericht | HC Dinamo Minsk Puchouski 7        | 27 : 34 (18 : 18) | Medwedi Tschechow 8 Dibirow        |
| 10. Oktober 2010, So. 17:25 Uhr in Szeged, Városi Sportcsarnok         | 2.500 Zuschauer Spielbericht | SC Szeged Katzirz 7                | 37 : 28 (18 : 13) | AaB Håndbold 9 Larholm             |
| 14. Oktober 2010, Do. 19:00 Uhr in Tschechow, Sporthall Olimpijski     | 2.700 Zuschauer Spielbericht | Medwedi Tschechow Filippow 9       | 38 : 35 (21 : 15) | Kadetten Schaffhausen 6 Jurcă      |
| 16. Oktober 2010, Sa. 18:00 Uhr in Valladolid, Polideportivo Pisuerga  | 4.000 Zuschauer Spielbericht | BM Valladolid Gurbindo 7           | 26 : 23 (13 : 11) | SC Szeged 7 Šulc                   |
| 17. Oktober 2010, So. 15:50 Uhr in Aalborg, Gigantium                  | 2.400 Zuschauer Spielbericht | AaB Håndbold Kjelling 10           | 33 : 29 (11 : 16) | HC Dinamo Minsk 5 Atman            |
| 9. Februar 2011, Mi. 19:30 Uhr in Schaffhausen, Schweizersbildhalle    | 900 Zuschauer Spielbericht   | Kadetten Schaffhausen Patrail 9    | 30 : 35 (12 : 18) | HC Dinamo Minsk 8 Puchouski        |
| 18. November 2010, Do. 19:00 Uhr in Tschechow, Sporthall Olimpijski    | 2.000 Zuschauer Spielbericht | Medwedi Tschechow Harbok 6         | 25 : 26 (12 : 10) | SC Szeged 7 Katzirz                |
| 21. November 2010, So. 15:50 Uhr in Aalborg, Gigantium                 | 2.500 Zuschauer Spielbericht | AaB Håndbold Kjelling 8            | 32 : 36 (14 : 17) | BM Valladolid 6 Joli               |
| 27. November 2010, Sa. 18:00 Uhr in Valladolid, Polideportivo Pisuerga | 4.000 Zuschauer Spielbericht | BM Valladolid Bilbija 8            | 33 : 33 (14 : 16) | AaB Håndbold 8 Larholm             |
| 28. November 2010, So. 16:00 Uhr in Minsk, Sportpalast Minsk           | 2.700 Zuschauer Spielbericht | HC Dinamo Minsk Atman 7            | 31 : 32 (14 : 16) | Kadetten Schaffhausen 11 Filip     |
| 28. November 2010, So. 17:25 Uhr in Szeged, Városi Sportcsarnok        | 4.000 Zuschauer Spielbericht | SC Szeged Lékai 6                  | 22 : 29 (08 : 16) | Medwedi Tschechow 5 Filippow       |
| 2. Dezember 2010, Do. 19:00 Uhr in Tschechow, Sporthall Olimpijski     | 2.700 Zuschauer Spielbericht | Medwedi Tschechow Harbok 12        | 29 : 27 (15 : 11) | BM Valladolid 7 Perales Perez      |
| 4. Dezember 2010, Sa. 15:10 Uhr in Szeged, Városi Sportcsarnok         | 2.800 Zuschauer Spielbericht | SC Szeged Šulc 16                  | 37 : 34 (20 : 18) | HC Dinamo Minsk 9 Puchouski        |
| 5. Dezember 2010, So. 17:30 Uhr in Schaffhausen, Schweizersbildhalle   | 1.200 Zuschauer Spielbericht | Kadetten Schaffhausen Jurcă 9      | 34 : 31 (17 : 19) | AaB Håndbold 8 Larholm             |
| 19. Februar 2011, Sa. 16:00 Uhr in Schaffhausen, Schweizersbildhalle   | 1.200 Zuschauer Spielbericht | Kadetten Schaffhausen Patrail 8    | 31 : 27 (12 : 15) | SC Szeged 5 Butenko                |
| 19. Februar 2011, Sa. 18:00 Uhr in Valladolid, Polideportivo Pisuerga  | 5.500 Zuschauer Spielbericht | BM Valladolid Joli 7               | 27 : 27 (10 : 14) | HC Dinamo Minsk 9 Atman            |
| 20. Februar 2011, So. 16:50 Uhr in Aalborg, Gigantium                  | 2.600 Zuschauer Spielbericht | AaB Håndbold Lennartsson 8         | 30 : 38 (15 : 19) | Medwedi Tschechow 7 Filippow       |
| 23. Februar 2011, Mi. 19:30 Uhr in Schaffhausen, Schweizersbildhalle   | 1.100 Zuschauer Spielbericht | Kadetten Schaffhausen Stojanović 6 | 32 : 29 (15 : 16) | Medwedi Tschechow 6 Harbok         |
| 26. Februar 2011, Sa. 18:00 Uhr in Szeged, Városi Sportcsarnok         | 3.800 Zuschauer Spielbericht | SC Szeged Butenko 7                | 30 : 25 (17 : 13) | BM Valladolid 6 Joli               |
| 27. Februar 2011, So. 15:00 Uhr in Minsk, Sportpalast Minsk            | 2.700 Zuschauer Spielbericht | HC Dinamo Minsk Atman 9            | 33 : 31 (16 : 17) | AaB Håndbold 8 Christiansen        |
| 3. März 2011, Do. 19:00 Uhr in Tschechow, Sporthall Olimpijski         | 1.800 Zuschauer Spielbericht | Medwedi Tschechow Dibirow 5        | 28 : 28 (15 : 14) | HC Dinamo Minsk 8 Atman            |
| 5. März 2011, Sa. 18:00 Uhr in Valladolid, Polideportivo Pisuerga      | 6.000 Zuschauer Spielbericht | BM Valladolid Joli 8               | 35 : 26 (15 : 13) | Kadetten Schaffhausen 5 Stojanović |
| 6. März 2011, So. 15:50 Uhr in Aalborg, Gigantium                      | 1.100 Zuschauer Spielbericht | AaB Håndbold Larholm 11            | 34 : 30 (17 : 19) | SC Szeged 6 Törő                   |

### Gruppe D
| Pl. | Mannschaft             | Sp. | S | U | N | T   | GT  | Diff | Pkt     |
| --- | ---------------------- | --- | - | - | - | --- | --- | ---- | ------- |
| 1.  | BM Ciudad Real         | 10  | 8 | 1 | 1 | 303 | 236 | + 67 | 17 : 03 |
| 2.  | SG Flensburg-Handewitt | 10  | 8 | 0 | 2 | 288 | 249 | + 39 | 16 : 04 |
| 3.  | RK Zagreb              | 10  | 6 | 2 | 2 | 303 | 261 | + 42 | 14 : 06 |
| 4.  | HC Bosna Sarajevo      | 10  | 2 | 1 | 7 | 222 | 286 | − 64 | 05 : 15 |
| 5.  | HCM Constanța          | 10  | 2 | 0 | 8 | 261 | 302 | − 41 | 04 : 16 |
| 6.  | St. Petersburg HC      | 10  | 2 | 0 | 8 | 259 | 302 | − 43 | 04 : 16 |

| 22. September 2010, Mi. 19:00 Uhr in Sankt Petersburg, Sportkompleks „Ubileyniy“ | 2.500 Zuschauer Spielbericht | St. Petersburg HC Shindin 9           | 32 : 27 (11 : 12) | HC Bosna Sarajevo 7 Arnaudovski   |
| 22. September 2010, Mi. 20:30 Uhr in Ciudad Real, Quijote Arena                  | 2.200 Zuschauer Spielbericht | BM Ciudad Real Lazarov 8              | 27 : 19 (07 : 09) | SG Flensburg-Handewitt 4 Fahlgren |
| 23. September 2010, Do. 19:00 Uhr in Constanța, Sala Sporturilor Constanta       | 1.800 Zuschauer Spielbericht | HCM Constanța Csepreghi 7             | 23 : 33 (09 : 15) | RK Zagreb 13 Vukić                |
| 2. Oktober 2010, Sa. 14:00 Uhr in Sankt Petersburg, Sportkompleks „Ubileyniy“    | 2.800 Zuschauer Spielbericht | St. Petersburg HC Nassyrow 5          | 23 : 32 (09 : 14) | BM Ciudad Real 7 Lazarov          |
| 2. Oktober 2010, Sa. 15:30 Uhr in Flensburg, Campushalle                         | 3.500 Zuschauer Spielbericht | SG Flensburg-Handewitt Eggert 9       | 29 : 22 (15 : 07) | HCM Constanța 10 Toma             |
| 2. Oktober 2010, Sa. 19:00 Uhr in Sarajevo, Ramiz Salcin Hall                    | 2.500 Zuschauer Spielbericht | HC Bosna Sarajevo Karacic 9           | 26 : 26 (12 : 13) | RK Zagreb 9 Štrlek                |
| 7. Oktober 2010, Do. 19:00 Uhr in Sankt Petersburg, Sportkompleks „Ubileyniy“    | 1.500 Zuschauer Spielbericht | St. Petersburg HC Mukhin 7            | 28 : 35 (12 : 16) | RK Zagreb 6 Valčić                |
| 9. Oktober 2010, Sa. 19:00 Uhr in Sarajevo, Ramiz Salcin Hall                    | 2.500 Zuschauer Spielbericht | HC Bosna Sarajevo Karacic 7           | 23 : 35 (09 : 18) | SG Flensburg-Handewitt 10 Hansen  |
| 10. Oktober 2010, So. 19:00 Uhr in Ciudad Real, Quijote Arena                    | 3.200 Zuschauer Spielbericht | BM Ciudad Real Lazarov 8              | 34 : 28 (15 : 12) | HCM Constanța 7 Sadoveac          |
| 14. Oktober 2010, Do. 19:00 Uhr in Constanța, Sala Sporturilor Constanta         | 1.400 Zuschauer Spielbericht | HCM Constanța Toma 7                  | 26 : 25 (16 : 12) | HC Bosna Sarajevo 7 Medic         |
| 16. Oktober 2010, Sa. 17:30 Uhr in Zagreb, Dom športova                          | 7.000 Zuschauer Spielbericht | RK Zagreb Valčić 7                    | 30 : 30 (14 : 14) | BM Ciudad Real 6 Entrerríos       |
| 17. Oktober 2010, So. 16:45 Uhr in Flensburg, Campushalle                        | 3.900 Zuschauer Spielbericht | SG Flensburg-Handewitt Mogensen 9     | 34 : 22 (17 : 14) | St. Petersburg HC 6 Nassyrow      |
| 18. November 2010, Do. 19:30 Uhr in Constanța, Sala Sporturilor Constanta        | 1.600 Zuschauer Spielbericht | HCM Constanța Stavrositu 7            | 29 : 28 (16 : 13) | St. Petersburg HC 7 Nassyrow      |
| 20. November 2010, Sa. 19:00 Uhr in Sarajevo, Ramiz Salcin Hall                  | 3.500 Zuschauer Spielbericht | HC Bosna Sarajevo Celica 8            | 22 : 29 (11 : 16) | BM Ciudad Real 7 Lazarov          |
| 21. November 2010, So. 15:30 Uhr in Flensburg, Campushalle                       | 6.200 Zuschauer Spielbericht | SG Flensburg-Handewitt Mogensen 8     | 32 : 29 (19 : 15) | RK Zagreb 9 Horvat                |
| 24. November 2010, Mi. 19:00 Uhr in Sankt Petersburg, Sportkompleks „Ubileyniy“  | 2.000 Zuschauer Spielbericht | St. Petersburg HC Schindin 10         | 29 : 26 (14 : 13) | HCM Constanța 4 Angelovski        |
| 28. November 2010, So. 16:45 Uhr in Ciudad Real, Quijote Arena                   | 2.900 Zuschauer Spielbericht | BM Ciudad Real Aguinagalde Aquizu 4   | 32 : 17 (14 : 06) | HC Bosna Sarajevo 4 Karacic       |
| 28. November 2010, So. 17:30 Uhr in Zagreb, Arena Zagreb                         | 9.500 Zuschauer Spielbericht | RK Zagreb Horvat 10                   | 31 : 26 (14 : 12) | SG Flensburg-Handewitt 7 Mogensen |
| 2. Dezember 2010, Do. 20:00 Uhr in Constanța, Sala Sporturilor Constanta         | 1.100 Zuschauer Spielbericht | HCM Constanța Stavrositu 6            | 29 : 32 (12 : 17) | SG Flensburg-Handewitt 8 Eggert   |
| 4. Dezember 2010, Sa. 17:30 Uhr in Zagreb, Arena Zagreb                          | 7.500 Zuschauer Spielbericht | RK Zagreb Kopljar 6                   | 34 : 15 (16 : 08) | HC Bosna Sarajevo 4 Karačić       |
| 9. Februar 2011, Mi. 20:00 Uhr in Ciudad Real, Quijote Arena                     | 2.800 Zuschauer Spielbericht | BM Ciudad Real Davis 5                | 32 : 27 (12 : 13) | St. Petersburg HC 4 Nassyrow      |
| 19. Februar 2011, Sa. 17:30 Uhr in Zagreb, Dom športova                          | 6.000 Zuschauer Spielbericht | RK Zagreb Štrlek 10                   | 34 : 30 (19 : 16) | HCM Constanța 9 Toma              |
| 19. Februar 2011, Sa. 19:00 Uhr in Sarajevo, Ramiz Salcin Hall                   | 2.500 Zuschauer Spielbericht | HC Bosna Sarajevo Celica 7            | 25 : 24 (16 : 11) | St. Petersburg HC 6 Polyakow      |
| 20. Februar 2011, So. 18:45 Uhr in Flensburg, Campushalle                        | 6.000 Zuschauer Spielbericht | SG Flensburg-Handewitt Eggert 9       | 25 : 23 (11 : 10) | BM Ciudad Real 5 Abalo            |
| 24. Februar 2011, Do. 19:00 Uhr in Sankt Petersburg, Sportkompleks „Ubileyniy“   | 2.000 Zuschauer Spielbericht | St. Petersburg HC Orlov 4             | 25 : 31 (09 : 17) | SG Flensburg-Handewitt 9 Eggert   |
| 26. Februar 2011, Sa. 19:00 Uhr in Sarajevo, Ramiz Salcin Hall                   | 4.000 Zuschauer Spielbericht | HC Bosna Sarajevo Karacic 11          | 24 : 23 (11 : 13) | HCM Constanța 6 Angelovski        |
| 27. Februar 2011, So. 19:00 Uhr in Ciudad Real, Quijote Arena                    | 3.800 Zuschauer Spielbericht | BM Ciudad Real Guardiola Villaplana 4 | 30 : 20 (16 : 12) | RK Zagreb 5 Štrlek                |
| 2. März 2011, Mi. 19:00 Uhr in Flensburg, Campushalle                            | 5.300 Zuschauer Spielbericht | SG Flensburg-Handewitt Eggert 6       | 25 : 18 (13 : 09) | HC Bosna Sarajevo 4 Celica        |
| 3. März 2011, Do. 19:00 Uhr in Constanța, Sala Sporturilor Constanta             | 1.500 Zuschauer Spielbericht | HCM Constanța Toma 5                  | 25 : 34 (10 : 15) | BM Ciudad Real 6 Davis            |
| 5. März 2011, Sa. 17:30 Uhr in Zagreb, Dom športova                              | 6.000 Zuschauer Spielbericht | RK Zagreb Stepančić 6                 | 31 : 21 (16 : 11) | St. Petersburg HC 4 Nassyrow      |

## Achtelfinale

### Qualifizierte Teams
| Gruppen 1. THW Kiel Montpellier HB Medwedi Tschechow BM Ciudad Real | Gruppen 2. Rhein-Neckar Löwen KC Veszprém BM Valladolid SG Flensburg-Handewitt | Gruppen 3. FC Barcelona HSV Hamburg SC Szeged RK Zagreb | Gruppen 4. Chambéry Savoie HB KIF Kolding Kadetten Schaffhausen HC Bosna Sarajevo |

### Ausgeloste Spiele und Ergebnisse
Die Auslosung der Achtelfinalespiele fand am 7. März 2011 um 19:00 Uhr (UTC+1) in Wien statt.
Im Achtelfinale traf immer ein Gruppenerster auf einen Gruppenvierten (= Hälfte A) und ein Gruppenzweiter auf einen Gruppendritten (= Hälfte B) einer anderen Gruppe.
Die Gruppenersten und Gruppenzweiten hatten das Recht, das Rückspiel zu Hause auszutragen.
Die Hinspiele fanden am 24./26./27. März 2011 statt, die Rückspiele am 31. März und 2./3. April 2011.
|          | Mannschaft 1                   | Mannschaft 2                     | Hinspiel             | Rückspiel            | Gesamt  |
| -------- | ------------------------------ | -------------------------------- | -------------------- | -------------------- | ------- |
| Hälfte A | Kadetten Schaffhausen Ursic 14 | Montpellier HB Tej 11            | 24.03. Do. 20:30 Uhr | 03.04. So. 17:00 Uhr | 58 : 61 |
| Hälfte A | Kadetten Schaffhausen Ursic 14 | Montpellier HB Tej 11            | 31 : 26 (17 : 11)    | 27 : 35 (14 : 21)    | 58 : 61 |
| Hälfte A | Kadetten Schaffhausen Ursic 14 | Montpellier HB Tej 11            | 2.400 Zuschauer      | 8.500 Zuschauer      | 58 : 61 |
| Hälfte A | KIF Kolding Søndergaard 14     | THW Kiel Jícha 13                | 26.03. Sa. 16:15 Uhr | 02.04. Sa. 17:00 Uhr | 53 : 72 |
| Hälfte A | KIF Kolding Søndergaard 14     | THW Kiel Jícha 13                | 29 : 36 (16 : 17)    | 24 : 36 (11 : 20)    | 53 : 72 |
| Hälfte A | KIF Kolding Søndergaard 14     | THW Kiel Jícha 13                | 2.830 Zuschauer      | 10.250 Zuschauer     | 53 : 72 |
| Hälfte A | Chambéry Savoie HB Bašić 11    | BM Ciudad Real Lazarov 8         | 27.03. So. 17:00 Uhr | 02.04. Sa. 16:00 Uhr | 43 : 63 |
| Hälfte A | Chambéry Savoie HB Bašić 11    | BM Ciudad Real Lazarov 8         | 24 : 27 (11 : 15)    | 19 : 36 (08 : 18)    | 43 : 63 |
| Hälfte A | Chambéry Savoie HB Bašić 11    | BM Ciudad Real Lazarov 8         | 4.400 Zuschauer      | 2.867 Zuschauer      | 43 : 63 |
| Hälfte A | HC Bosna Sarajevo Karačić 10   | Medwedi Tschechow Dibirow 10     | 27.03. So. 18:00 Uhr | 31.03. Do. 19:00 Uhr | 39 : 61 |
| Hälfte A | HC Bosna Sarajevo Karačić 10   | Medwedi Tschechow Dibirow 10     | 22 : 31 (07 : 16)    | 17 : 30 (09 : 11)    | 39 : 61 |
| Hälfte A | HC Bosna Sarajevo Karačić 10   | Medwedi Tschechow Dibirow 10     | 3.500 Zuschauer      | 2.700 Zuschauer      | 39 : 61 |
| Hälfte B | SC Szeged Törő 10              | SG Flensburg-Handewitt Eggert 22 | 26.03. Sa. 14:30 Uhr | 03.04. So. 19:30 Uhr | 46 : 60 |
| Hälfte B | SC Szeged Törő 10              | SG Flensburg-Handewitt Eggert 22 | 26 : 27 (12 : 09)    | 20 : 33 (08 : 18)    | 46 : 60 |
| Hälfte B | SC Szeged Törő 10              | SG Flensburg-Handewitt Eggert 22 | 3.500 Zuschauer      | 6.000 Zuschauer      | 46 : 60 |
| Hälfte B | FC Barcelona García 15         | KC Veszprém Vujin 14             | 27.03. So. 17:30 Uhr | 03.04. So. 16:15 Uhr | 54 : 51 |
| Hälfte B | FC Barcelona García 15         | KC Veszprém Vujin 14             | 28 : 21 (14 : 13)    | 26 : 30 (08 : 15)    | 54 : 51 |
| Hälfte B | FC Barcelona García 15         | KC Veszprém Vujin 14             | 5.200 Zuschauer      | 5.100 Zuschauer      | 54 : 51 |
| Hälfte B | RK Zagreb Špiler 13            | Rhein-Neckar Löwen Gensheimer 19 | 27.03. So. 18:00 Uhr | 31.03. Do. 19:00 Uhr | 55 : 58 |
| Hälfte B | RK Zagreb Špiler 13            | Rhein-Neckar Löwen Gensheimer 19 | 28 : 31 (12 : 15)    | 27 : 27 (09 : 11)    | 55 : 58 |
| Hälfte B | RK Zagreb Špiler 13            | Rhein-Neckar Löwen Gensheimer 19 | 10.000 Zuschauer     | 7.686 Zuschauer      | 55 : 58 |
| Hälfte B | HSV Hamburg Lindberg 14        | BM Valladolid Tvedten 17         | 24.03. Do. 19:30 Uhr | 03.04. So. 18:00 Uhr | 63 : 55 |
| Hälfte B | HSV Hamburg Lindberg 14        | BM Valladolid Tvedten 17         | 28 : 22 (11 : 15)    | 35 : 33 (19 : 16)    | 63 : 55 |
| Hälfte B | HSV Hamburg Lindberg 14        | BM Valladolid Tvedten 17         | 2.610 Zuschauer      | 6.000 Zuschauer      | 63 : 55 |

## Viertelfinale

### Qualifizierte Teams
| Hälfte A THW Kiel Montpellier HB Medwedi Tschechow BM Ciudad Real | Hälfte B Rhein-Neckar Löwen FC Barcelona HSV Hamburg SG Flensburg-Handewitt |

### Ausgeloste Spiele und Ergebnisse
Die Auslosung der Viertelfinalspiele fand am 4. April 2011 um 18:30 Uhr (UTC+2) in Wien statt.
Im Viertelfinale traf immer eine Mannschaft aus Hälfte A auf eine Mannschaft aus Hälfte B des Achtelfinales.
Die Mannschaften aus Hälfte A hatten das Recht, das Rückspiel zu Hause auszutragen.
Die Hinspiele fanden am 21./23./24. April 2011 statt, die Rückspiele am 30. April und 1. Mai 2011.
| Mannschaft 1                       | Mannschaft 2                | Hinspiel             | Rückspiel            | Gesamt  |
| ---------------------------------- | --------------------------- | -------------------- | -------------------- | ------- |
| SG Flensburg-Handewitt Mogensen 11 | BM Ciudad Real Lazarov 17   | 21.04. Do. 20:00 Uhr | 01.05. So. 17:00 Uhr | 46 : 59 |
| SG Flensburg-Handewitt Mogensen 11 | BM Ciudad Real Lazarov 17   | 24 : 38 (08 : 19)    | 22 : 21 (13 : 09)    | 46 : 59 |
| SG Flensburg-Handewitt Mogensen 11 | BM Ciudad Real Lazarov 17   | 3.520 Zuschauer      | 3.400 Zuschauer      | 46 : 59 |
| FC Barcelona Rutenka 14            | THW Kiel Ilić 13            | 24.04. So. 19:30 Uhr | 01.05. So. 18:30 Uhr | 63 : 58 |
| FC Barcelona Rutenka 14            | THW Kiel Ilić 13            | 27 : 25 (14 : 15)    | 36 : 33 (19 : 15)    | 63 : 58 |
| FC Barcelona Rutenka 14            | THW Kiel Ilić 13            | 6.500 Zuschauer      | 10.250 Zuschauer     | 63 : 58 |
| HSV Hamburg Hens 12                | Medwedi Tschechow Harbok 11 | 23.04. Sa. 15:45 Uhr | 30.04. Sa. 17:30 Uhr | 75 : 61 |
| HSV Hamburg Hens 12                | Medwedi Tschechow Harbok 11 | 38 : 24 (20 : 15)    | 37 : 37 (19 : 14)    | 75 : 61 |
| HSV Hamburg Hens 12                | Medwedi Tschechow Harbok 11 | 5.943 Zuschauer      | 1.000 Zuschauer      | 75 : 61 |
| Rhein-Neckar Löwen Gensheimer 17   | Montpellier HB Karabatić 12 | 24.04. So. 17:45 Uhr | 30.04. Sa. 17:00 Uhr | 62 : 55 |
| Rhein-Neckar Löwen Gensheimer 17   | Montpellier HB Karabatić 12 | 27 : 29 (12 : 09)    | 35 : 26 (15 : 17)    | 62 : 55 |
| Rhein-Neckar Löwen Gensheimer 17   | Montpellier HB Karabatić 12 | 10.292 Zuschauer     | 9.000 Zuschauer      | 62 : 55 |

## Final Four

### Qualifizierte Teams
Für das Final Four qualifiziert waren:
| BM Ciudad Real FC Barcelona HSV Hamburg Rhein-Neckar Löwen |

### Halbfinale
Die Auslosung der Halbfinalspiele fand am 2. Mai 2011 in Köln statt.
Die Halbfinalspiele fanden am 28. Mai 2011 statt. Der Gewinner jeder Partie zog in das Finale der EHF Champions League 2011 ein.
| Mannschaft 1       | Endergebnis       | Mannschaft 2 | Datum und Zeit          |
| ------------------ | ----------------- | ------------ | ----------------------- |
| Rhein-Neckar Löwen | 28 : 30 (12 : 12) | FC Barcelona | 28.05.11, Sa. 15:15 Uhr |
| BM Ciudad Real     | 28 : 23 (12 : 10) | HSV Hamburg  | 28.05.11, Sa. 18:00 Uhr |

#### 1. Halbfinale
28. Mai 2011 in Köln, Lanxess Arena, 19.250 Zuschauer.
Rhein-Neckar Löwen: Szmal, Fritz – Gensheimer (7/2), Bielecki (4), Čupić (4), Stefánsson  (4), Šešum (3), Myrhol   (2), Groetzki (1), Müller (1), Schmid (1), Tkaczyk  (1), Gunnarsson, Lund, Roggisch   , Sigurðsson
FC Barcelona: Šarić, Pérez de Vargas – García (5), Rutenka (5), Tomás (4), Entrerríos  (3), Oneto   (3), Nagy  (2), Rocas (2/1), Ugalde (2), Sorhaindo (1), Sarmiento (1), Nøddesbo  (1), Igropulo (1), Jernemyr  , Romero
Schiedsrichter:  Nenad Krstic und Peter Ljubic
Quelle: Spielbericht

#### 2. Halbfinale
28. Mai 2011 in Köln, Lanxess Arena, 19.250 Zuschauer.
BM Ciudad Real: Hombrados, Sterbik – Entrerríos  (6), Abalo   (5), Lazarov (5/3), Källman (4), Cañellas (2), Parrondo  (2), Guardiola Villaplana (1), Rodríguez (1), Jurkiewicz (1), Morros (1), Aguinagalde , Davis, Dinart, Scheweljow
HSV Hamburg: Bitter, Sandström – Schröder, Lindberg  (5/3), Hens  (4), Duvnjak (2), K. Lijewski (2), Vori   (2), G. Gille (1), Jansen  (1), Lacković (1), Flohr, B. Gille, Kraus, M. Lijewski , Schliedermann
Schiedsrichter:  Martin Gjeding und Mads Hansen
Quelle: Spielbericht

### Kleines Finale
Das Spiel um Platz 3 fand am 29. Mai 2011 statt. Der Gewinner der Partie war Drittplatzierter der EHF Champions League 2011.
| Mannschaft 1       | Endergebnis       | Mannschaft 2 | Datum und Zeit          |
| ------------------ | ----------------- | ------------ | ----------------------- |
| Rhein-Neckar Löwen | 31 : 33 (13 : 15) | HSV Hamburg  | 29.05.11, So. 15:15 Uhr |

29. Mai 2011 in Köln, Lanxess Arena, 19.250 Zuschauer.
Rhein-Neckar Löwen: Fritz, Rominger – Stefánsson (7/3), Myrhol (5), Šešum  (5), Gensheimer  (3/2), Tkaczyk (3), Bielecki  (2), Čupić (2), Sigurðsson  (2), Groetzki (1), Müller (1), Gunnarsson, Lund, Roggisch   , Schmid
HSV Hamburg: Bitter, Sandström – B. Gille  (6), Schröder  (5), Vori (5), K. Lijewski (4), Hens (3), Jansen   (3), Duvnjak  (2), G. Gille  (2), Kraus (2/2), M. Lijewski (1), Flohr, Lindberg, Schliedermann
Schiedsrichter:  Péter Horváth und Balazs Marton
Quelle: Spielbericht

### Finale

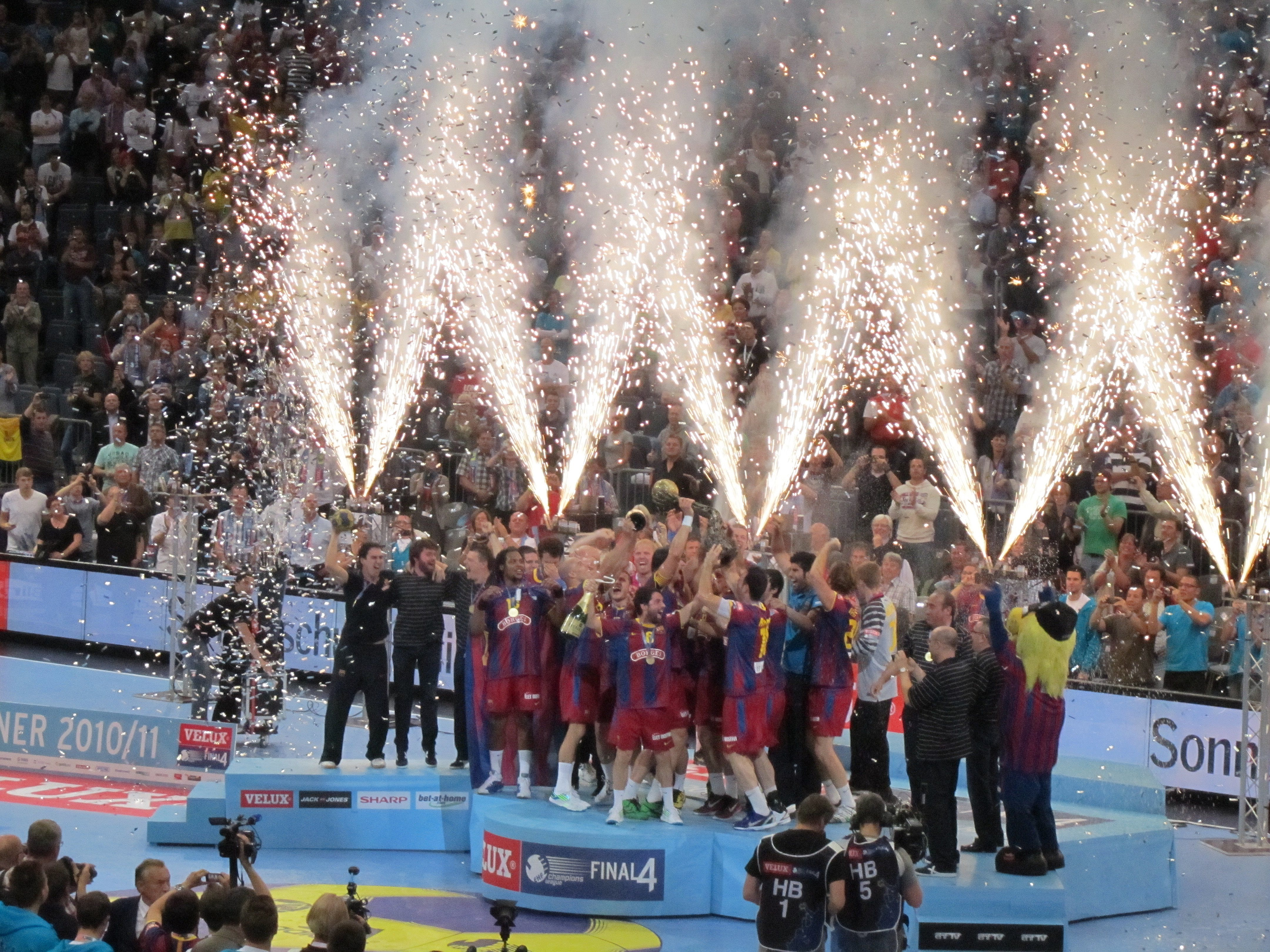
FC Barcelona bei der Siegerehrung

Das Finale fand am 29. Mai 2011 statt. Der Gewinner der Partie war Sieger der EHF Champions League 2011.
| Mannschaft 1 | Endergebnis       | Mannschaft 2   | Datum und Zeit          |
| ------------ | ----------------- | -------------- | ----------------------- |
| FC Barcelona | 27 : 24 (14 : 10) | BM Ciudad Real | 29.05.11, So. 18:00 Uhr |

29. Mai 2011 in Köln, Lanxess Arena, 19.250 Zuschauer.
FC Barcelona: Šarić (1), Pérez de Vargas – Nøddesbo (8), García (3), Rutenka (3), Tomás (3), Entrerríos (2), Rocas (2/1), Igropulo  (1), Nagy  (1), Sarmiento   (1), Sorhaindo  (1), Ugalde  (1), Jernemyr , Oneto, Romero
BM Ciudad Real: Hombrados, Carreño Rodríguez – Jurkiewicz  (5), Lazarov (5/2), Entrerríos (4), Abalo (3), Cañellas (2), Rodríguez (2), Aguinagalde (1), Källman (1), Parrondo (1), Davis, Dinart  , Guardiola Villaplana  , Scheweljow, Morros  
Schiedsrichter:  Nordine Lazaar und Laurent Reveret
Quelle: Spielbericht

## Statistiken

### Torschützenliste

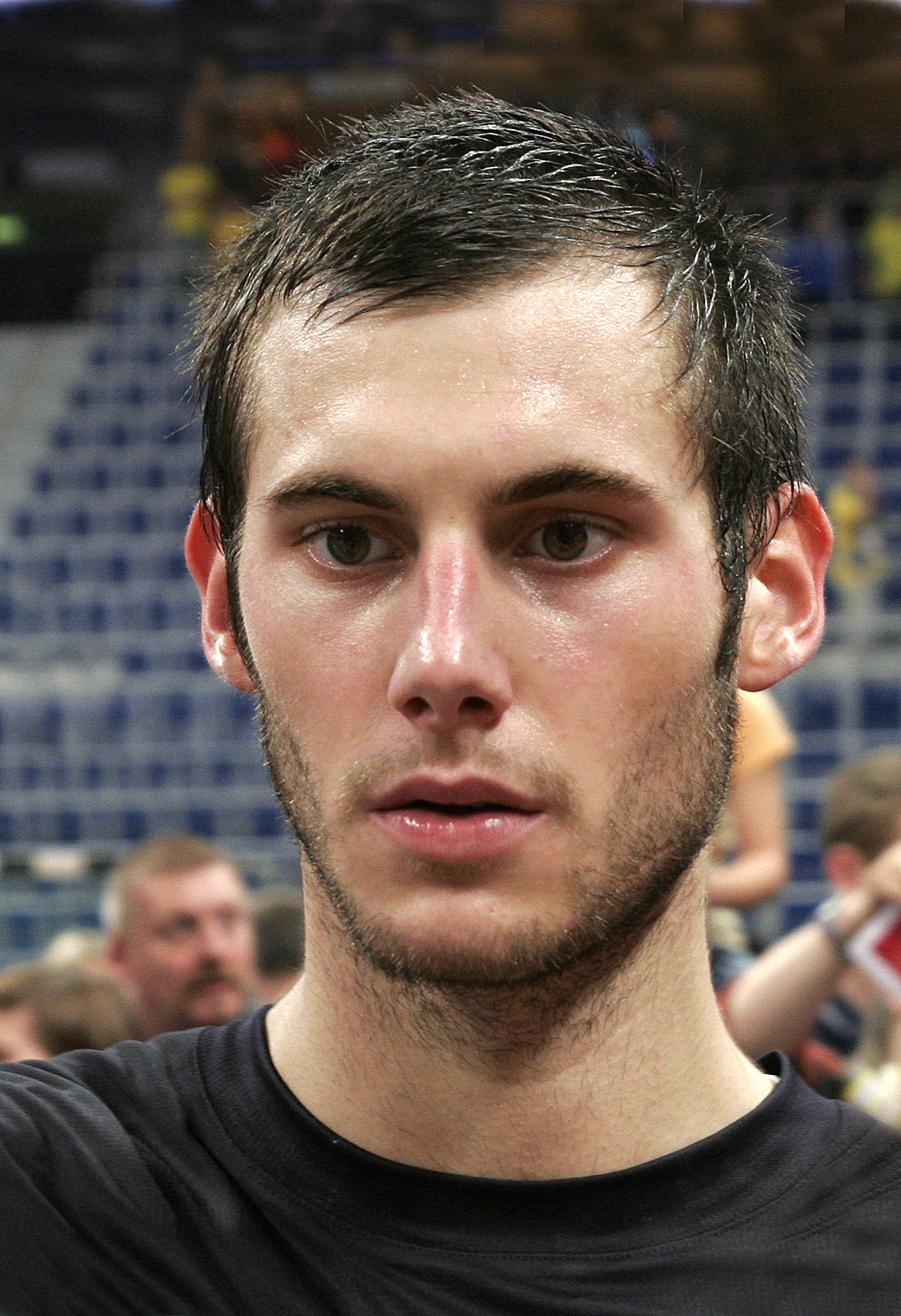
Der Torschützenkönig Uwe Gensheimer

Die Torschützenliste zeigt die zehn besten Torschützen in der EHF Champions League 2010/11.
Zu sehen sind die Nation des Spielers, der Name, die Position, der Verein, die gespielten Spiele, die Tore und die Ø-Tore.
Der Erstplatzierte war Torschützenkönig der EHF Champions League 2010/11.
| Pl. | Nation         | Spieler           | Pos. | Verein                 | Sp. | Tore | Ø   |
| --- | -------------- | ----------------- | ---- | ---------------------- | --- | ---- | --- |
| 01. | Deutschland    | Uwe Gensheimer    | (LA) | Rhein-Neckar Löwen     | 16  | 118  | 7,4 |
| 02. | Serbien        | Marko Vujin       | (RR) | KC Veszprém            | 12  | 98   | 8,2 |
| 03. | Danemark       | Anders Eggert     | (LA) | SG Flensburg-Handewitt | 13  | 88   | 6,8 |
| 04. | Tschechien     | Filip Jícha       | (RL) | THW Kiel               | 14  | 87   | 6,2 |
| 05. | Frankreich     | William Accambray | (RL) | Montpellier HB         | 13  | 75   | 5,8 |
| 06. | Danemark       | Lars Christiansen | (LA) | KIF Kolding            | 12  | 74   | 6,2 |
|     | Estland        | Mait Patrail      | (RL) | Kadetten Schaffhausen  | 12  | 74   | 6,2 |
| 08. | Nordmazedonien | Kiril Lazarov     | (RR) | BM Ciudad Real         | 13  | 74   | 5,7 |
| 09. | Russland       | Wassili Filippow  | (RM) | Medwedi Tschechow      | 14  | 67   | 4,8 |
| 10. | Russland       | Pawel Atman       | (RM) | HC Dinamo Minsk        | 10  | 63   | 6,3 |
|     | Schweden       | Jonas Larholm     | (RM) | AaB Håndbold           | 10  | 63   | 6,3 |